# Fulcher von Chartres
Fulcher von Chartres, lateinisch Fulcherus Carnotensis, französisch Foucher de Chartres (* 1059 in oder bei Chartres, Frankreich; † wohl 1127 in Jerusalem) war Teilnehmer und einer der wichtigsten Chronisten des Ersten Kreuzzuges (1096–1099).

## Leben
Fulchers Berufung als Kaplan 1097 lässt darauf schließen, dass er eine kirchliche Ausbildung bis zum Priester genossen hatte, höchstwahrscheinlich an der Schule in Chartres. Er war aber wohl kein Mitglied des Domkapitels, da ihn das Verzeichnis der „Dignitaires de l’Eglise de Notre-Dame de Chartres“ nicht aufführt. Zusammen mit Bischof Ivo von Chartres, der mit seinem Reformeifer und seiner trotzdem verständnisbereiten Haltung zum Königtum Fulchers Denken über die Kirche prägte, war er an der Synode von Clermont 1095 anwesend.
Im Gefolge des Grafen Stephan von Blois-Chartres machte sich Fulcher 1096 auf den Weg durch Südfrankreich und Oberitalien in Richtung Rom, um nach Konstantinopel zu gelangen, wo sich das Kreuzfahrerheer sammelte. Zusammen mit dem Kreuzfahrerheer zieht Fulcher durch Kleinasien. In Marasch, kurz vor Antiochia, wurde er 1097 zum Kaplan des Grafen Balduin von Boulogne berufen. Er folgt seinem neuen Herrn nach der Abspaltung vom Hauptheer nach Edessa, dessen Graf Balduin wird. Nach der Eroberung Jerusalems 1099 folgt Fulcher Balduin in die Stadt. Nachdem Balduin 1100 König von Jerusalem geworden war, siedelte Fulcher mit seinem Herrn nach Jerusalem über und blieb wahrscheinlich bis 1115 Kaplan Balduins.
Er schied daraufhin aus dem Amt aus und wurde Kanoniker der Grabeskirche in Jerusalem, wo er sich wahrscheinlich verstärkt um die Kreuzesreliquie kümmerte, möglicherweise sogar als „Schatzhüter“ (thesaurus sancti sepulchri). Fulcher starb höchstwahrscheinlich im Herbst 1127.

## Die ChronikHistoria Hierosolymitana
Fulcher beginnt seine Chronik Historia Hierosolymitana frühestens im Spätherbst 1100, spätestens im Herbst 1101 in einer heute nicht mehr erhaltenen Fassung, die allerdings bereits zu seinen Lebzeiten bis nach Europa gekommen sein muss.
Er begründet sein Werk mit dem Drängen einiger Reisegenossen (compares mei), zu denen wahrscheinlich auch Balduin I. gehörte, „um nicht dem Vergessen anheim fallen zu lassen, was der Erinnerung wert war“. Hierbei stand ihm mindestens eine Bibliothek in Jerusalem zur Verfügung, die ihm bei der Ausarbeitung der Chronik half. In dieser Bibliothek mussten die Gesta Francorum Expugnantium Iherusalem des Raimund von Aguilers vorhanden gewesen sein, die ihm als Quellen über die einzelnen Züge dienen.
Fulcher teilt seine Chronik inhaltlich in drei Bücher auf:
- Das erste Buch handelt von den Vorbereitungen zum ersten Kreuzzug in Clermont 1095 bis zur Eroberung Jerusalems bzw. Gründung des Königreiches Jerusalem durch Gottfried von Bouillon.
- Das zweite Buch erzählt die Taten Balduins I., des Nachfolgers Gottfrieds und Königs von Jerusalem von 1100 bis 1118.
- Das dritte und letzte Buch berichtet über das Leben König Balduins II. und bricht mit der Schilderung einer Seuche 1127 in Jerusalem ab, was auf den Tod Fulchers hindeutet.

Fulchers Werk wurde von vielen späteren Chronisten benutzt. Wilhelm von Tyrus nutzte die Chronik teilweise als Quelle. Auch Guibert von Nogent, ein Zeitgenosse Fulchers in Europa, kannte sein Werk. Sein Werk darf – wie jedes andere mittelalterliche oder auch heutige Geschichtswerk – allerdings nicht als hundertprozentig wahr angesehen werden. Manche Details sind nach neuerer Forschung widerlegt oder stehen mit anderen Chronisten im Widerspruch.

## Ausgaben
Maßgebliche historisch-kritische Ausgabe:
- Fulcheri Carnotensis: Historia Hierosolymitana. (1095–1127). Mit Erläuterungen und einem Anhange, herausgegeben von Heinrich Hagenmeyer. Winter, Heidelberg 1913, (Digitalisat).

Ältere Ausgaben:
- Foulcher de Chartres: Histoire des Croisades. In: Collection des mémoires relatifs à l’histoire de France. [24]. Briere, Paris 1825, S. 1–275.
- Fulcherio Carnotensi: Historia Iherosolymitana. Gesta Francorum Iherusalem Peregrinantium. Ab Anno Domini MXCV usque ad Annum MCXXVII. In: Recueil des historiens des croisades. Historiens Occidentaux. Band 3. Imprimerie Impériale, Paris 1866, S. 311–485.

### Übersetzungen
- Fulcher of Chartres: A History of the Expedition to Jerusalem. 1095–1127. Translated by Frances Rita Ryan. Edited with an introduction by Harold S. Fink. University of Tennessee Press, Knoxville TN 1969.
- Fulcher von Chartres, Historia Hierosolymitana, in: The First Crusade. The Chronicle of Fulcher of Chartres and Other Source Materials, hg. von Edward Peters, 2. Aufl. Philadelphia 1998, S. 47–101. [nur Buch I]
- Foucher de Chartres: Histoire de la Croisade. Le récit d’un témoin de la Première Croisade. 1095–1106. Traduction par François Guizot (1825). Présentation de Jeanne Ménard. Cosmopole, Paris 2001, ISBN 2-84630-001-1.